# Kovalivka, Drabiv
Kovalivka (în ucraineană Ковалівка) este localitatea de reședință a comunei Kovalivka din raionul Drabiv, regiunea Cerkasî, Ucraina.

## Demografie
Componența lingvistică a localității Kovalivka
     Ucraineană (98,43%)
     Rusă (1,43%)
Conform recensământului din 2001, majoritatea populației localității Kovalivka era vorbitoare de ucraineană (98,43%), existând în minoritate și vorbitori de rusă (1,43%).